# Пещерные жилища
Пещерные жилища — пещеры, служащие естественным убежищем для человека, как его временные стоянки или как места постоянного обитания.
Современные первобытные племена охотно пользуются пещерами (в Австралии, среди бушменов южной Африки и т. д.). Писатели классической древности упоминают об обитателях пещер «троглодитах» во многих отдаленных странах известного тогда мира.

## Обитатели пещер
В Европе с пещерами связаны многие находки древнейших следов человека (см. Пещерный человек). Не все пещеры служили, однако, для жилья палеолитического человека; в некоторых из них нет следов человеческого жилья, хотя и могут попадаться останки (кости) случайно занесённых с водой при половодье трупов животных и даже человека. Другие пещеры, труднодоступные, расположенные высоко, служили убежищем для хищных зверей, остатки которых и встречаются там иногда в громадных количествах. Во Франции, Англии, Австрии и т. д. известно несколько подобных пещер, служивших местом пребывания и смерти пещерным медведям, пещерным львам или пещерным гиенам (Ursus spelaeus, Felis spelaea, Hyaena spelaea). Останки других животных и человека здесь могут попадаться только случайно, как части добычи хищников. Пещеры, служившие для жилья и стоянок палеолитического человека, большей частью легко доступны, расположены невысоко, обыкновенно вблизи воды (речки, ручья), и открываются удобным отверстием, чаще на юг. Однако и в таких пещерах не всегда оказываются следы человеческого жилища. Наиболее богатые находки сделаны в пещерах, вымытых в известняках, где просачивающаяся в умеренном количестве (с потолка и стен) и насыщенная известью вода образовала с течением времени на дне пещеры известковую кору сталагмитов, покрывшую слой наносной земли с отбросами, забытыми или потерянными предметами и т. д. и сохранившую таким образом все эти предметы в целости. Иногда известь плотно облекает предметы (например, костяные), и тогда извлечение их из подобной «брекчии» сопряжено с затруднениями; но часто предметы, погружённые в мягкую землю или песок, были защищены от непосредственного соприкосновения с известью, и тогда они извлекаются легко и в полной сохранности (даже костяные и роговые), представляя либо более или менее естественный цвет (в более сухих слоях), либо тёмный, черноватый (если слой пропитан влагой). В таких пещерах находят остатки очагов (слои угля и золы, иногда несколько, на различных уровнях), отбросы от еды (расколотые, иногда обожжённые кости животных), кремневые ножи, наконечники стрел, скребки и другие орудия, цельные и поломанные, из камня, кости, оленьего рога (шилья, иглы, гарпуны); иногда с нарезками, узорами, резными изображениями охотничьих зверей, различные украшения (из раковин, камня и пр.), куски красной охры (для окрашивания тела) и т. п. Изучение всех этих остатков дало возможность составить понятие о быте палеолитического человека и окружавшей его фауне. Наиболее известны пещеры во Франции в современном департаменте Дордонь (Moustier, Madeleine, Ле-Эзи-де-Тайак-Сирёй, стоянки эпохи палеолита Верхняя Ложери и Нижняя Ложери, Кро-Маньон и др.), в Ментоне, около Ниццы (Baoussés-Boussés), в Brumquel — над рекой Авейроном, в Арьежском департаменте, у северной подошвы Пиренеев, в долинах рек Мааса и Лессы в Бельгии (пещеры возле Furfooz, Spy в провинции Намюр и др.), в Англии (пещеры Кентская, Бриксгамская), в Италии (в Лигурии, Сицилии и т. д.), в Германии и Швейцарии (Hohlefels в Швабии, Tbayngen около Шаффхаузена), в Австрии, Чехии и Польше (Gudenus-höhle в долине реки Кремзы, моравские пещеры около Брно, Мамонтова и другие пещеры около Кракова). Иногда в таких пещерах встречаются и человеческие кости, остатки погребений, но не всегда можно доказать принадлежность их к той же палеолитической эпохе, к которой относятся орудия и отбросы культурного слоя пещеры. Есть основания думать, что позже, в неолитическую эпоху, пещерами часто пользовались для погребения, вследствие чего остатки человека помещались нередко в слое с остатками более древней палеолитической эпохи. Обычай пользоваться пещерами для жилья существовал и в неолитическую эпоху, а иногда и в позднейшие, вплоть до времён исторических и даже к нам близких. Отсутствие подходящих или достаточно поместительных пещер вызвало даже, начиная с неолитической эпохи, искусственное их выдалбливание в более податливых горных породах (песчаниках, лёссе, глине и т. п.). Такие искусственные пещеры (иногда целые пещерные кладбища или селения и города) известны во многих местностях Западной Европы, Сирии, Китая, Америки. В числе естественных пещер известны такие (например, Бычья скала в Чехии), где над слоями с остатками палеолитической культуры были найдены слои неолитической эпохи, ещё выше — слои металлического периода и, наконец, исторического.
В историческую эпоху в пещерах часто спасались отшельники (христианские и буддистские); позже там возникали церкви и монастыри; при неприятельских нашествиях в пещерах искали спасения жители ближайших селений и городов. В Италии Диодор и др. упоминают о лигурийских троглодитах во II в. нашей эры; в Китае и теперь ещё местами бедняки живут в гротах, вырытых в лёссе, да и кое-где в Европе, например, в Чехии, Италии, на Кавказе встречаются ещё пещерные жилища.
Обычай погребения в пещерах вызывался, очевидно, желанием предоставить умершему подобные же условия пребывания, как и живому. Во Франции обширные искусственные пещеры неолитической эпохи имеются в долине реки Пти-Морен, в департаменте Марны. Они состоят из ряда зал, в которых найдено более 2000 человеческих костяков с положенными около них каменными и костяными орудиями, украшениями, глиняной посудой и т. д.; на стенах пещер вырезаны местами рельефные изображения топоров и грубых человеческих фигур. Подобные пещеры были найдены и в других местах Франции, в Англии, в скалах Гибралтара, во Франконии, в Средней и Южной Италии, в Венгрии (Агтелекская пещера), близ Кракова и т. д. В пещерах, приспособленных для жилья, встречаются лестницы, арки, сиденья, стойла, ясли, колодцы и т. п.

## Пещерные жилища в России и ближнем зарубежье
В России и ближнем зарубежье соответственно её орографическим и геологическим условиям естественные пещеры сравнительно редки; тем не менее они известны в Алтае, Урале, на Кавказе, в Крыму. В пещерах Алтая найдены были остатки животных (хищных и травоядных); в пещерах Ргани на Кавказе (в долине реки Квирилы) оказались кости пещерного медведя, оленя и часть нижней челюсти человека; в Крыму, около Сиреня и Симферополя, имеются пещеры, в которых найдены кремнёвые орудия палеолитических типов; в некоторых пещерах Урала были найдены следы жертвенных мест с остатками чудской культуры различных эпох.
Более многочисленны искусственные пещеры; известны целые пещерные города в Крыму и на Кавказе. В Крыму они находятся в долинах рек Качи и Бельбека; особенно замечательны высеченные в скалах Качи-Кальон, в известняках горы Тепе-Кермен (один исследователь насчитал там до 10000 комнат), в Чуфут-Кале, в утесе Черкес-Кермен, на горе Мангуп, в Инкермане близ Севастополя. Некоторые из этих пещер были выдолблены, по-видимому, ещё в доисторические времена, но большинство было обитаемо и позже, во времена христианства (сохранились кое-где остатки древних церквей), служили укреплениями во времена готов, генуэзцев, турок, а некоторые продолжали быть обитаемы (например, караимами) до нынешнего столетия. 
На Кавказе особенно замечательны величественные пещерные сооружения Уплисцихе, высеченные в песчанике и заключающие в себе ряд зал с колоннами и арками, по-видимому — дохристианской эпохи; Вардзиа, с христианскими храмами на месте древних пещер; гроты (около 100) близ монастыря святого Шио, высеченные в конгломерате, с остатками христианской эпохи; Самсарские пещеры (одно- и двухэтажные). Антонович описал искусственные пещеры по берегам Днепра, вырытые в глине на расстоянии от устья Припяти до устья Тясмина; в некоторых из них жили монахи. Много пещер имеется также около Кирилловского монастыря к северу от Киева; в них найдены были кости животных, каменные орудия и черепки. Пещеры в самом Киеве служили для погребения в эпоху введения христианства. Обычай хоронить в пещерах, криптах, катакомбах существовал почти повсюду на Востоке и был усвоен древними христианами (римские и другие катакомбы). Доисторические гробницы из больших каменных глыб или плит (дольмены, allées couvertes, могилы в виде каменных ящиков) устраивались, очевидно, в подражание жилым гротам и погребальным пещерам.